# Hydrelia inornata
Hydrelia inornata là một loài bướm đêm trong họ Geometridae.